# Unión Valdostana Progresista (2013)
La Unión Valdostana Progresista (en francés: Union Valdôtaine Progressiste, UVP) es un partido político de centroizquierda activo en el Valle de Aosta, Italia. Los miembros principales son Laurent Viérin, Luigi Bertschy y Giuliano Morelli (presidente).

## Historia
El partido surgió en enero de 2013 como una escisión de la Unión Valdostana (UV), al igual que había sucedido cuarenta años áreas con la histórica UVP. Con los años, la UV se había familiarizado más con la centroderecha y esto provocó la salida de tres consejeros regionales (Luciano Caveri, Laurent Viérin y Andrea Rosset), que lanzaron la UVP el 4 de enero de 2013. El primer presidente del partido fue Claudio Brédy, quien fue sucedido por Alessia Favre en 2014.
En las elecciones generales de 2013, Viérin obtuvo el 25,1% de los votos y perdió la elección a la Cámara de Diputados por menos de 200 votos. En las elecciones regionales de 2013, la UVP obtuvo el 19,2% de los votos y 7 escaños en el Consejo Regional.
En marzo de 2016, durante su congreso, el partido eligió a Luigi Bertschy como nuevo presidente. El junio siguiente, luego de meses de negociaciones, la UVP se incorporó al gobierno regional liderado por Augusto Rollandin de la UV, con Viérin como ministro de Salud, alimentando los rumores de una reunificación con la UV. Caveri y Brédy se opusieron a la medida, quienes abandonaron el partido en protesta. En agosto también abandonó el partido Elso Gérandin, consejero regional y exvicepresidente. Caveri, Brédy y Gérandin lanzaron más tarde un partido alternativo de centroizquierda llamado Mouv', al que más tarde se unirían Rosset y dos consejeros regionales disidentes del Movimiento 5 Estrellas (M5S).
Sin embargo, en marzo de 2017 la UVP dejó el gobierno y, junto con Stella Alpina (SA), Autonomía Libertad Participación Ecología (ALPE) y Por Nuestro Valle (PNV), formaron un nuevo gobierno sin la UV, bajo el presidente Pierluigi Marquis (SA), con Viérin como vicepresidente y ministro de Agricultura y con Bertschy como ministro de Salud.
El siguiente junio, durante un congreso, la UVP eligió a Elisa Bonin como su nueva presidenta. Bonin relanzó la propuesta de un nuevo partido autonomista conjunto, formado principalmente por la UV y la UVP, mientras criticaba a ALPE. En octubre, Marquis dimitió y fue sustituido por Viérin de la UVP al frente de una coalición compuesta por la UV, la UVP (dos ministros: Bertschy en Salud y Alessandro Nogara en Agricultura), el Edelweiss Popular Autonomista Valdostano (EPAV) y el PD.
En las elecciones generales de 2018, la UVP formó parte de la coalición Valle de Aosta, junto con la UV, el PD y la EPAV, y Favre fue el candidato de la alianza a la Cámara, pero fue derrotado por el candidato del M5S. En las elecciones regionales de 2018, la UVP obtuvo el 10,6% de los votos, mientras que el Mouv' ganó el 7,1%. Tras la elección, el Consejo Regional eligió como presidenta a Nicoletta Spelgatti, de la Liga Norte Valle de Aosta, al frente de una gran coalición formada también por el Mouv'. Sin embargo, en diciembre el gobierno fue reemplazado por uno nuevo liderado por Antonio Fosson (PNV), al frente de una coalición compuesta por la UV, la UVP, ALPE, SA y PNV: Viérin fue nombrado ministro de Turismo, Deporte, Comercio, Agricultura y Patrimonio Cultural, mientras que Bertschy fue ministro de Asuntos Europeos, Políticas Laborales, Inclusión Social y Transportes.
En febrero de 2019 Giuliano Morelli, cuyo programa político incluía la formación de un partido autonomista conjunto, fue elegido nuevo presidente de la UVP. De acuerdo con la línea trazada por Morelli, dos meses después la UVP formó un grupo conjunto con ALPE denominado "Alianza Valdostana".

## Resultados electorales
Los resultados electorales de la UVP en el Valle de Aosta se muestran en la siguiente tabla.
| Generales 2013 | Regionales 2013 | Europeas 2014 | Generales 2018 | Regionales 2018 |
| 25,1           | 19,2            | con PD        | con VdA        | 10,6            |

## Liderazgo
- Presidente: Claudio Brédy (2013–2014), Alessia Favre (2014–2016), Luigi Bertschy (2016–2017), Elisa Bonin (2017–2018), Giuliano Morelli (2019–presente)